# Wangfujing

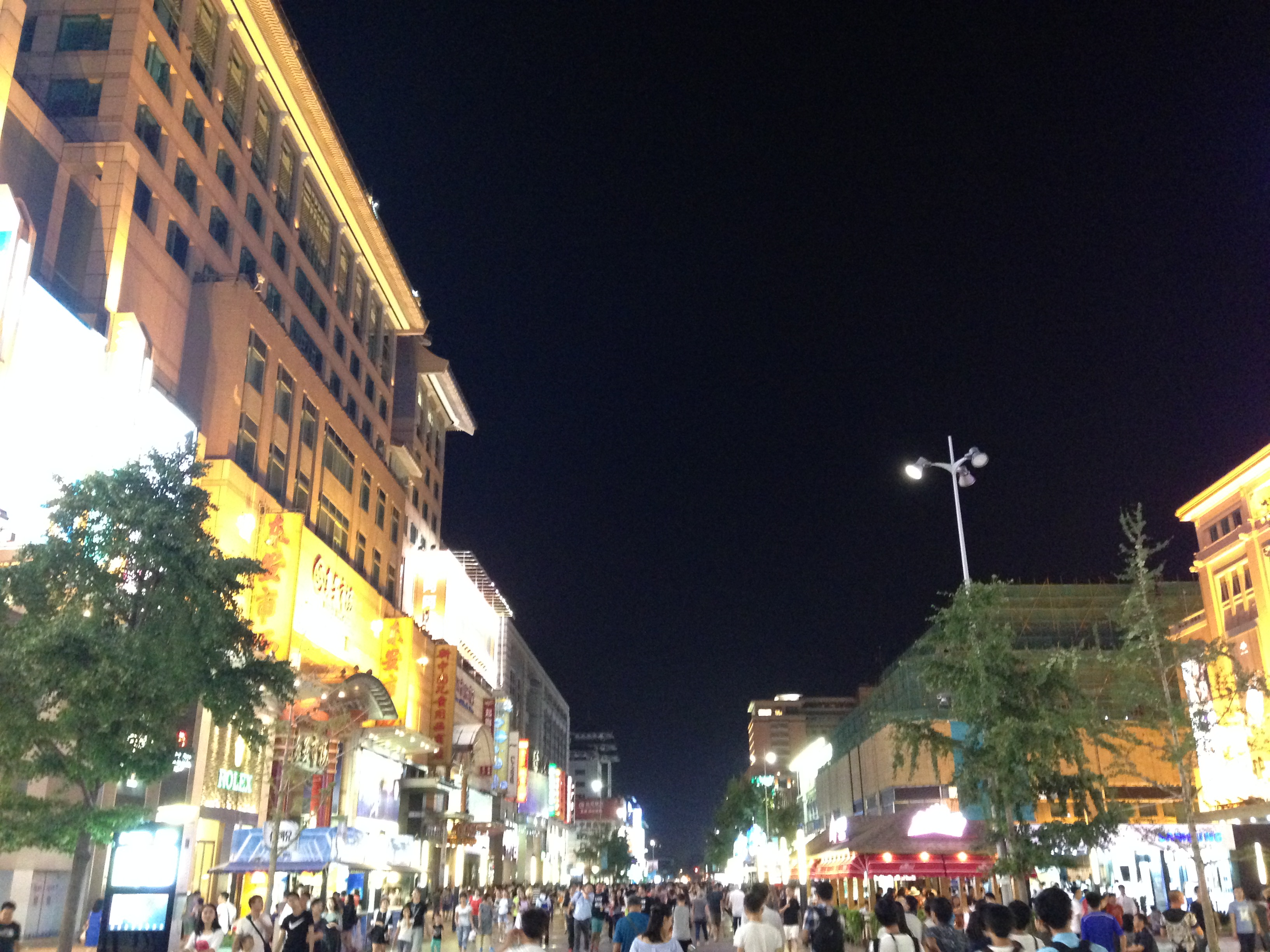
Gågatan Wangfujing.

Wangfujing (王府井; Wángfǔjǐng) är en känd shoppinggata i Peking i Kina. Wangfujing löper i nord- sydlig riktning två kvarter öster om Förbjudna staden i Dongchengdistriktet från Chang'anavenyn i söder vidare 1 800 m norrut till Västra Dongsiavenyn (东四西大街). Kvarteren från Dongdansanvägen (东单三条) och 500 m norrut till Donganmenavenyn (东安门大街) är gågata.
Längs Wangfujing finns en stor mängd varuhus och affärer med kända märken. Wangfujing har liksom t.ex. Sanlitun stort inslag av västerländsk kultur. Kända varuhus är till exempel Beijing Foreign Languages Bookstore, Malls at Oriental Plaza och Beijing Department Store. I området finns också flera större hotell såsom Beijing Hotel, Taiwan Hotel och Grand Hyatt Beijing. Längs Wangfujing finns också Wangfujingkatedralen (王府井天主堂) som är en katolsk kyrka uppförd 1905. Tvärgatan Donganmenavenyn är känd för att den kvällstid förvandlas till Snack Street där det säljs snabbmat som skalbaggar, gräshoppor och skorpioner.
Södra änden av Wangfujing trafikeras av Linje 1 i Pekings tunnelbana. Under 2017 kommer Linje 8 att byggas ut åt söder och då gå under Wangfujing. Bussarna  1, 4, 57, 103, 104, 803 och 814 trafikerar Wangfujing.

## Historia
Gatan Wangfujing byggdes ursprungligen när Khubilai khan 1267 uppförde Yuandynastins huvudstad Khanbalik (dagens Peking). Från mitten av Mingdynastin började gatan bli en affärsgata. Med tiden började det växa upp affärer längs Wangfujing och angränsande hutonger. Under Mingdynastin och framförallt Qingdynastin (1644–1911) beboddes Wangfujing av kungligheter och rika. Wangfujing blev under Qingdynastin en etablerad shoppinggata.
Flera av kejsarens bröder bodde på gatan, och den har därför även kallats Shiwangfu (十王府) "Tio prinsherrgårdar". På Wangfujing fanns det en brunn som var känd för sitt friska vatten. Brunnen var täckt med en exklusiv sexkantig paviljong. Namnet Wangfujing betyder "Prinsherrgårdsbrunn". Namnet Wangfujing fick gatan under Mingdynastin (1368–1644).
I slutet av 1800-talet började Wangfujing även bebos av utlänningar. Wangfujing blev känd för sina affärer som sålde kläder, skor, siden, te, kalligrafiutrustning, mat etc. Efter andra opiumkriget 1860 ökade antalet utlänningar i Peking, och inte minst på grund av influens från dem växte Wangfujing. Wangfujing blev tillsammans med Xidan och Qianmen Pekings tre kommersiella centrum. Efter Qingdynastins fall 1911 växte Wangfujings betydelse och gatan ersatte gradvis Qianmen som Pekings viktigaste kommersiella centrum.
På 1930-talet hade Wangfujing biografer, kaffer och allt annat som en modern affärsgata förväntas ha. Wangfujing växte fram till Pekings centrala affärsdistrikt och är idag en av Pekings mest kända gator. 1999 och 2000 byggdes den södra delen av Wangfujing om till gågata efter att tidigare varit tungt trafikerad.

### Legenden om namnet Wangfujing

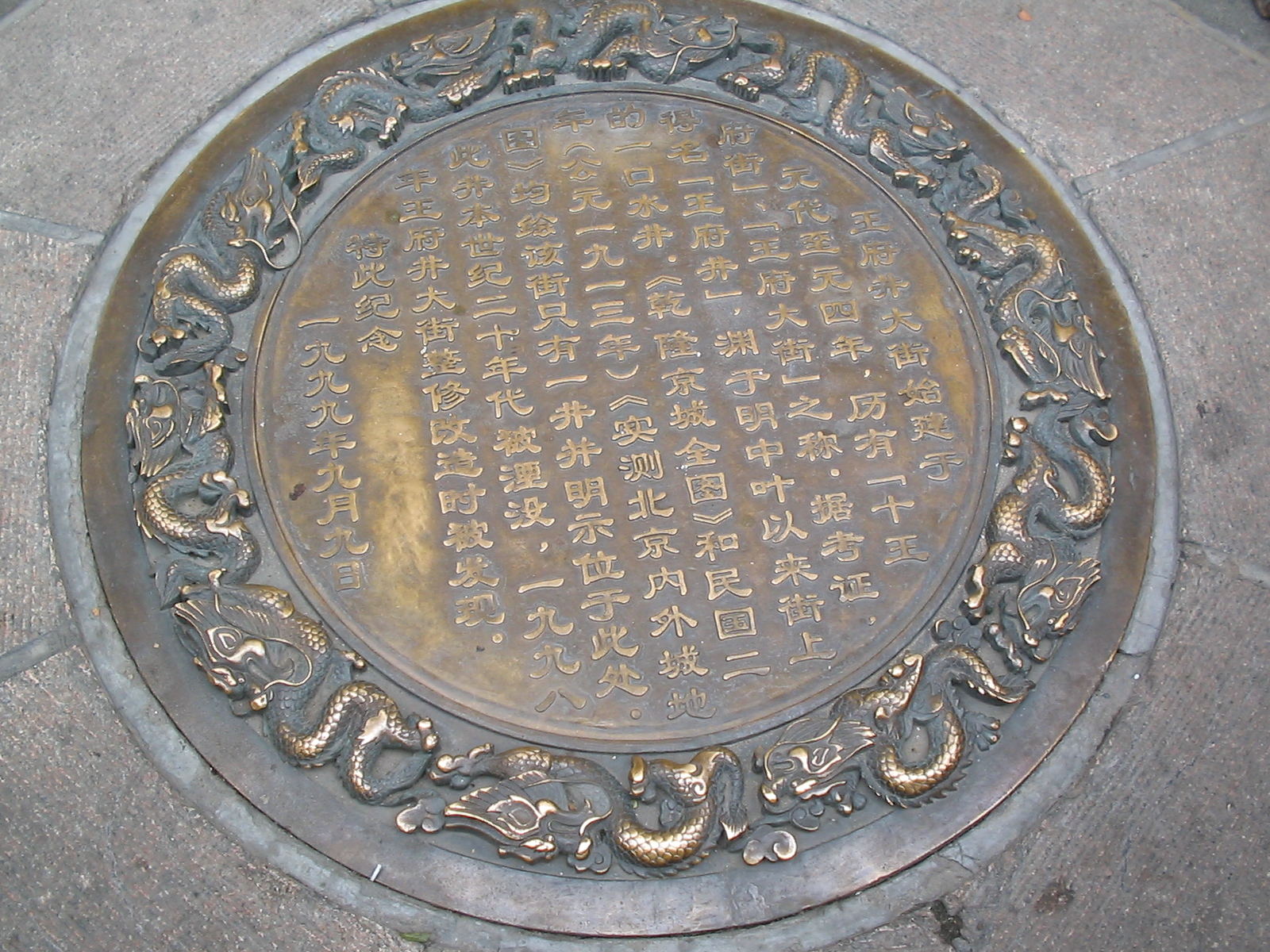
Wangfu-brunnen

Ett år led Peking av torka. En stor del av Pekings brunnar torkade ut med inte Wangfu-brunnen. En av prinsarna som bodde på gatan beordrade brunnsvakten att brunnen skulle skyddas väl och att bara kungligheterna fick dricka dess vatten. Medan prinsarna sov gav dock brunnsvakten vatten till stadens behövande. När en av prinsarna fick reda på detta och i vrede krävde en förklaring erkände brunnsvakten att han brutit prinsens order, men bad prinsen tänka på att om stadens befolkning dog av törst fanns det inget att regera över. Prinsen förstod och öppnade brunnen för allmänheten. Brunnen blev en populär plats och fler och fler flyttade till området.
I dag finns brunnslocket till Wangfu-brunnen på den delen av Wangfujing som är gågata.
| Pekings tunnelbana |         |                     |
|                    | Linje 1 | Wangfujing (王府井) |